# حبارى كوري
حُبَارَى كوري (الاسم العلمي: Ardeotis kori)، هو أكبر الطيور الطائرة في إفريقيا، تنتمي إلى فصيلة الحباريات. توجد في جميع مناطق أفريقيا الجنوبية، باستثناء المناطق المشجرة كثيفة. وتمتد نحو تنزانيا وكينيا وموزمبيق وأوغندا وجنوب شرق السودان.